# Міцена
Міцена (Mycena) — рід малих сапротрофних грибів родини міценові (Mycenaceae).

## Назва
Назва походить з дав.-гр. μύκης — «гриб».

## Будова
Плодові тіла грибів цього роду рідко виростають більш ніж на кілька сантиметрів завширшки, сірі або коричневі, але деякі види мають більш яскраві кольори. Більшість з них мають напівпрозорі, смугасті голови, які рідко мають увігнуті краї. Спори білі.

## Практичне використання
Деякі види їстівні, а інші містять токсини, але харчові якості не відомі, тому що гриби занадто малі, щоб бути корисними в кулінарії.

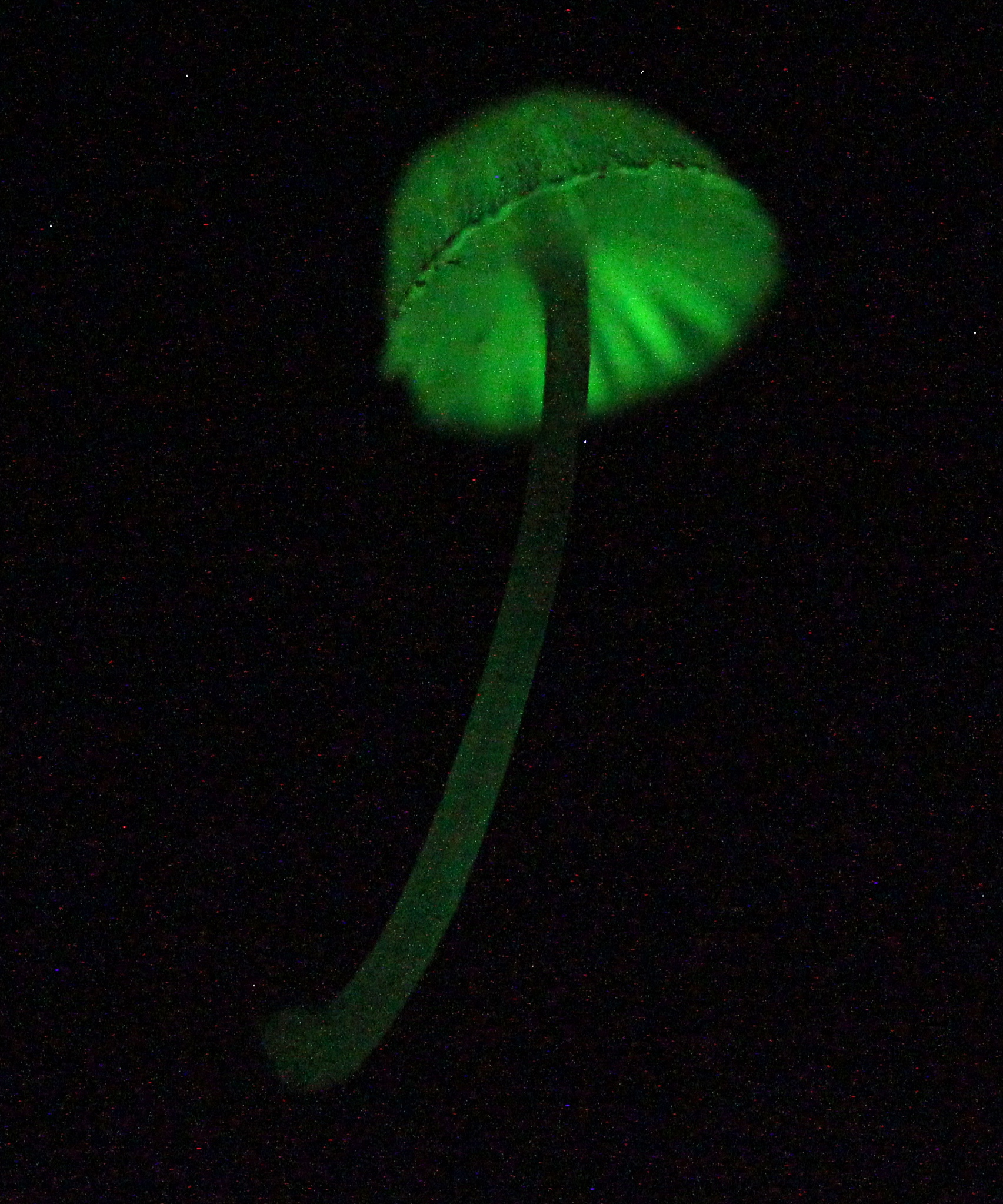
світіння Mycena singeri

## Цікаві факти
Понад 33 види, як відомо, біолюмінесцентні. За іншими даними можуть світитися 64 види з цього роду. Науковці визначають, що світло приманює нічних тварин, що можуть розносити спори на далеку відстань.

## Види
База даних Species Fungorum станом на 20.11.2019 налічує 1311 вид роду Mycena (докладніше див. Список видів роду міцена).
У п'ятому томі Визначника грибів України видання 1979 року наведено 41 представник роду, що зростає в Україні.